# 周建农
周建农（1964年5月—），女，汉族，江苏涟水人，中华人民共和国政治人物，江苏省归国华侨联合会党组书记、主席，中华全国归国华侨联合会副主席。